# Petitie
De petitie is een verzoekschrift van burgers aan volksvertegenwoordigers om een signaal te geven dat hun handelen noodzakelijk is. In bredere context kan het ieder soort verzoek van groepen belanghebbenden aan beslissingsverantwoordelijken betreffen, bijvoorbeeld van werknemers aan een werkgever, vakbondsleden aan het vakbondsbestuur, studenten aan het bestuur van de universiteit, ouders of leerlingen aan het bestuur van een school.
Het petitierecht is in veel landen wettelijk vastgelegd.
Er bestaan twee soorten petities: de  klachtpetitie en de politieke petitie. Klachtpetities betreffen een concrete situatie met een beperkte individuele draagwijdte, terwijl politieke petities een beleidsmatige oplossing of wijziging beogen. De politieke petitie mag niet vereenzelvigd worden met het volksinitiatief, aangezien die, in tegenstelling tot de politieke petitie, niet juridisch bindend is.
Hoewel petities over het algemeen niet juridisch bindend zijn, vormen ze wel een sterk signaal aan de beslissingsverantwoordelijken dat er een zekere onvrede bestaat. De petitie naast zich neerleggen kan ertoe leiden dat de belanghebbenden de zittende vertegenwoordigers of beleidsmakers niet langer zullen steunen, zullen stemmen met de voeten, of hun frustratie afreageren of uiten op een andere (illegale) manier.

## Nederland
In Nederland is het petitierecht grondwettelijk vastgelegd; zie ook het  Burgerinitiatief

### Geschiedenis
Al in de 15e eeuw werden er petities overhandigd. Karel de Stoute ontving veel verzoekschriften die hij meestal doorverwees naar een van zijn vele ambtenaren.
In de Habsburgse Nederlanden waren het de edelen, die zich in uiterste gevallen in een smeekschrift tot de landsheer of diens landvoogd richtten. Zo in 1524, toen zij hun onvrede kenbaar maakten over de regeerstijl van Margaretha van Oostenrijk. Ze voelden zich genegeerd en regelmatig geschoffeerd, schreven ze aan Karel V in Spanje. Deze droeg zijn tante op om behalve de graaf van Hoogstraten ook de graven van Buren en van Nassau te raadplegen.
Het Smeekschrift der edelen van 1566 vroeg Margaretha van Parma om verzachting van de ketterplakkaten. De landvoogd deed inderdaad concessies, maar de beeldenstorm dreef de partijen voorgoed uit elkaar.
Petities waren in de tijd van de Republiek vooral erg populair omdat de hedendaagse politieke partijen of gekozen volksvertegenwoordigers nog niet bestonden. Door de opmerkelijk hoge graad van alfabetisering in een stedelijke omgeving en het ontbreken van een sterk centraal gezag zoals elders in de wereld toen, was de petitie een belangrijk instrument in Holland.
De regenten van Amsterdam waren toen bijvoorbeeld dagelijks een uur per dag bezig met het behandelen van de binnengekomen petities. Het gezag stond toen veel dichter bij de burger dan elders, waardoor burgers politiek actiever waren. Rellen, opstanden en dergelijke vormen van protest waren wel illegaal, zodat de petitie de enige vorm was om onvrede te laten blijken.
Ook de grondwet van het koninkrijk kent sinds 1814 het petitierecht. Twee heel bekende volkspetitionementen waren:
- Volkspetitionement van protestanten en katholieken in 1878 tegen de liberale schoolwet van Kappijne van de Copello. De 300.000 handtekeningen werden op paleis Het Loo aangeboden aan koning Willem III, die de wet toch bekrachtigde.
- Volkspetitionnement tegen de plaatsing van kruisvluchtwapens door Nederland. De 3,7 miljoen ingezamelde handtekeningen werden aan minister-president Lubbers aangeboden in de Houtrusthallen te Den Haag, op 26 oktober 1985.[2]

### Tegenwoordig
Buiten het zomerreces is er wekelijks een uurtje op dinsdag van 13:00 tot 14:00 waarin Tweede Kamer-leden petities in ontvangst nemen. De Tweede Kamercommissie over het onderwerp neemt de petitie in ontvangst in de Statenpassage. Door deze verdeling op onderwerp kunnen er gelijktijdig meerdere petities worden overhandigd. Minstens de voorzitter en de griffier van de commissie is aanwezig bij een overhandiging die ongeveer tien minuten duurt, afhankelijk van de interactie tussen de petitionaris en de leden van de commissie.

## België en Vlaanderen
In België is het petitierecht grondwettelijk vastgelegd. In het bijzonder is het indienen van petities of verzoekschriften in Vlaanderen goed uitgewerkt.
De meest succesvolle petitie bij het Vlaams Parlement werd begin 2005 ingediend door Maartje De Meulder van het Doof Actie Front, met als vraag de erkenning van de Vlaamse Gebarentaal. Dit verzoekschrift met 71.330 handtekeningen kende een gunstig gevolg op 26 april 2006.